# Thanatos (Album)
Thanatos ist eine 2002 veröffentlichte retrospektive Werkschau der Neue-Deutsche-Todeskunst-Band Relatives Menschsein.

## Geschichte
Nachdem Jörg „Jogy“ Wolfgram Relatives Menschsein verlassen hatte, veröffentlichte die Band keine weiteren Alben. Anstelle von Alben beschränkte sich Relatives Menschsein auf Kompilationsbeiträge wie die Clubhits Masken und Die Zeit und gelegentliche Auftritte. Nach ihrem geplant letzten Auftritt
1999  verschenkte „Amadeus“ Wolfgang A. Mödl seine Bühnenkleidung. Damit beendete die Gruppe die aktive Zeit von Relatives Menschsein, verzichtete allerdings ausdrücklich auf eine offizielle Auflösung. Die Band behielt „eine große und treue Fangemeinde“ und Popularität als Mit-Initiator der Neuen Deutschen Todeskunst. Entsprechend der Reichweite der Gruppe wurde im Jahr 2002 über Alice in … die Retrospektive Thanatos mit allen Studio- sowie einigen Liveaufnahmen veröffentlicht.

## Stil und Rezeption
Thanatos wird als Gesamtwerk der Gruppe Relatives Menschsein dem Genre Neue Deutsche Todeskunst zugerechnet. Die Titel werden als „poetische[…] und stimmungsvolle[…] Gesangsstücke in deutscher Sprache“ kategorisiert. In einer für das Magazin Sonic Seducer verfassten Rezension wurde die Kompilation hart kritisiert:

„Mit einer vokalen Mischung aus Alfrrred Biolek und einem Eunuchen wird hier alles, woran ich als freiwilliger Gothic mal glaubte, pervertiert. Kein Wunder, daß uns keiner für voll nimmt. Ich kann jedenfalls schon nach den ersten Tönen nichts anderes tun, als vor Lachen auf den Teppich zu kippen.“

## Titelliste
CD 1
1. Prolog: 2:34 (Von Gefallene Engel)
2. Glaube: 6:22 (Von Gefallene Engel)
3. Gefallene Engel: 5:59 (Von Gefallene Engel)
4. Androiden: 5:39 (Von Gefallene Engel)
5. Epilog: 2:21 (Von Gefallene Engel)
6. Der Tod: 4:52 (Von Gefallene Engel)
7. Verbotene Triebe: 2:48 (Erstveröffentlichung auf Danse Macabre Sampler II)
8. Der Clown (Demo): 2:06 (Von Moritat)
9. Lebewohl Domenique (Live): 3:52 (Live in Großörner)
10. Nur Gedacht (Live): 3:11 (Live in Großörner)
11. Sprossen zum Wahn (Live): 4:31 (Live in Großörner)
12. Die Ewigkeit (Live): 6:21 (Live in Gelsenkirchen)
13. Prolog (Live): 3:22 (Live in Gelsenkirchen)

CD 2
1. Verflucht: 3:36 (Von Moritat)
2. Ausgeblutet: 4:31 (Von Die Ewigkeit)
3. In Gedanken: 2:32 (Von Die Ewigkeit)
4. Erfüllung: 4:54 (Von Die Ewigkeit)
5. Leben: 3:36 (Von Die Ewigkeit)
6. Passion: 4:25 (Von Die Ewigkeit)
7. Verflucht: 7:02 (Von Die Ewigkeit)
8. Die Ewigkeit: 6:18 (Von Die Ewigkeit)
9. Tempel (Remastered): 3:04 (Von Moritat)
10. Die Zeit: 4:52 (Erstveröffentlichung auf To be Stun)
11. Masken: 4:16 (Erstveröffentlichung auf Stage I)
12. Rosa Leidenschaft: 5:58 (Erstveröffentlichung auf Wellenreiter in Schwarz I)